# Acantholimon longiflorum
Acantholimon longiflorum är en triftväxtart som beskrevs av Pierre Edmond Boissier. Acantholimon longiflorum ingår i släktet Acantholimon och familjen triftväxter. Inga underarter finns listade i Catalogue of Life.